# 伊藤薫プロレス教室
伊藤薫プロレス教室（いとうかおるプロレスきょうしつ）は、日本の女子プロレスラー養成所。

## 歴史
- 2005年5月、伊藤薫がゴールドジムサウス東京ANNEXで開校。
- 2006年9月23日、新木場1stRINGで初の自主興行「伊藤道場「心」第一章」を開催。
- 7月16日、小林華子がデビュー。
- 9月23日、田口御郁子がデビュー。
- 2007年10月13日、町田千明がデビュー。
- 2010年12月26日、練習生の不足、デビューしてもすぐに退団する選手が後を絶たないため新宿FACE大会「伊藤道場〜心〜第二十二章」を最後に解散。
- 2022年7月13日、伊藤がミゼットプロレス団体「椿リングス」を伊藤道場（いとうどうじょう）として個人で運営して、大森中にある伊藤道場（旧：椿リングス道場）の中に椿リングス、伊藤が開催しているスクール「TEAM☆フットスタンプ」を存続させることを発表。

## 講師
- 伊藤薫
- 藪下めぐみ

## 生徒
- MASA☆TAKA
- 志真うた

## 歴代講師
- 渡辺智子

## 歴代生徒
- 森居知子（現：モーリー）
- 市井舞
- 小林華子（現：中森華子）
- 田口御郁子（現：みどり）
- 町田千明（現：雫有希）
- 上林愛貴（現：ミス・モンゴル）
- 浜田文子
- 佐藤綾子